# Montserrat García Balletbó
Montserrat García Balletbó   (Barcelona, 6 de febrer de 1955) és una metgessa catalana especialitzada en anatomia patològica i investigadora en tractaments biològics de regeneració dels teixits.
És llicenciada en medicina i cirurgia per la Universitat de Barcelona, on també es va doctorar. Va ser metge assistent en la Càtedra d'Histologia i Anatomia Patològica de l'Hospital Clínic de Barcelona (1978-1981). Va fer una estada en el Servei d'Anatomia Patològica de l'Hospital General de Massachusetts (1980). En col·laboració amb Ana Wang Saegusa, a la dècada del 2000 van ser pioneres a utilitzar factors de creixement per rejovenir els teixits o reparar lesions de la pell. García Balletbo dirigeix la Unitat de Medicina Regenerativa de l'Hospital Quirón.
El 2007 impulsà la creació de la Fundació García Cugat per a la recerca biomèdica, de la qual és patrona fundadora, i des de 2012 en presideix el Consell Directiu. L'any 2010 inicià la recerca amb cèl·lules mare a l'equip que dirigeix el doctor Ramon Cugat. El 2021 va ser escollida per la revista National Geographic com a una de les investigadores espanyoles més reconegudes en medicina.